# Фомін Василь Васильович
Фомін Василь Васильович (2 квітня 1884, місто Москва, тепер Російська Федерація — розстріляний 1 вересня 1938, місто Москва, тепер Російська Федерація) — радянський діяч, учасник російського революційного руху, соратник Дзержинського. Член Центральної контрольної комісії РКП(б) у 1924—1925 роках. Член ВЦВК.

## Ранні роки
Народився в російській робітничій родині. Навчався три роки в сільській школі. З 1897 року працював прикажчиком. Учасник Першої російської революції 1905–1907 в Москві і Астрахані. Член РСДРП з 1910 року. 
У 1911 році — член Оренбурзького комітету РСДРП. Піддавався арештам і засланням. Під час Першої світової війни з 1914 по 1917 рік служив у російській армії. 
Після Лютневої революції 1917 року — член Мінської ради, член фронтового комітету Західного фронту, член Мінського міського і Північно-Західного обласного комітетів РСДРП(б), редактор газети «Зірка». 
Активний учасник Жовтневого перевороту 1917 року в Петрограді. Делегат 2-го Всеросійського з'їзду Рад, член ВЦВК. З жовтня 1917 року — член Петроградського військово-революційного комітету, член Військово-революційного комітету Західного фронту та Західної області.

## В органах, на керівних посадах
У грудні 1917 — 1920 року — член колегії Всеросійської надзвичайної комісії (ВЧК) при РНК РРФСР. З грудня 1917 року — комісар Центрального управління військових повідомлень. З січня 1918 року — начальник відділу боротьби зі спекуляцією ВЧК при РНК РРФСР, з березня 1918 року — начальник іногороднього відділу ВЧК при РНК РРФСР. З грудня 1918 по травень 1919 року — начальник інструкторського підвідділу іногороднього відділу ВЧК при РНК РРФСР. З 11 січня по 30 вересня 1919 року — начальник транспортного відділу ВЧК при РНК РРФСР. 7 травня 1919 — 24 квітня 1920 року — військовий комісар Центрального управління військових повідомлень РВР Республіки. Одночасно з 17 травня 1919 року — член Комісії Ради оборони РРФСР з вивезення майна з Петрограда. З 4 вересня 1919 року — представник Народного комісаріату з військових та морських справ РРФСР у Верховній комісії телеграфного зв'язку. З 15 листопада 1919 по 1921 рік — військовий комісар, кандидат у члени Особливого комітету Ради оборони РРФСР з проведення військового стану на залізницях РРФСР.
18 травня — 11 грудня 1920 року — комісар Головного управління шляхів сполучення Народного комісаріату шляхів сполучення РРФСР. 11 грудня 1920 — 10 квітня 1921 року — заступник народного комісара шляхів сполучення РРФСР. З січня 1921 року — голова Вищої ради з перевезень. У 1921—1922 роках — член Ради праці та оборони РРФСР. З лютого 1922 року — заступник народного комісара шляхів сполучення РРФСР. У 1923 році — комісар Головного управління шляхів сполучення Народного комісаріату шляхів сполучення РРФСР. З грудня 1923 року — голова Центрального управління річкових пароплавств Народного комісаріату шляхів сполучення РРФСР.
Потім був членом Президії Вищої ради народного господарства (ВРНГ) СРСР. З 1927 року — в Народному комісаріаті внутрішньої торгівлі СРСР. У 1930—1931 роках — голова Всесоюзного шкіряного об'єднання. У 1931—1935 роках — заступник народного комісара водного транспорту СРСР. З липня 1935 по січень 1938 року — директор Всесоюзного тресту «Союзтекстильшвейторг» Народного комісаріату внутрішньої торгівлі СРСР. Делегат 13-го, 15-го, 16-го з'їздів партії.
Заарештований 5 січня 1938. Звинувачувався в участі в контрреволюційній терористичній організації. Засуджений ВКВС СРСР до розстрілу 1 вересня 1938, в той же день вирок приведений у виконання. Місце розстрілу — Бутово-Комунарка. Посмертно реабілітований.